# Мичко Іван Іванович
Мичко Іван Іванович (20 червня 1925 — грудень 1943) — учасник Радянсько-німецької війни, стрілець 6-ї стрілецької роти 2-го стрілецького батальйону 212-го гвардійського стрілецького полку 75-ї Бахмацької двічі Червонозоряної ордена Суворова гвардійської стрілецької дивізії 30-го стрілецького корпусу 60-ї Армії Центрального фронту, Герой Радянського Союзу (17.10.1943), гвардії червоноармієць.

## Біографія
Народився 20 січня 1925 року в селі Георгієвка Купинського району Новосибірської області, РФ (за іншими даними — в селі Вишневка). В 1940 році закінчив Новосільську семирічну школу. По закінченні школи працював у колгоспі «Путь Ленина».
В армію був призваний у 1943 році і направлений в Кемеровське піхотне училище (за іншими даними вчився в полковій школі у м. Кемерово). У серпні 1943 року курсантів без присвоєння офіцерського звання передали до Діючої армії. З 4 вересня 1943 року стрілець 6-ї стрілецької роти 2-го стрілецького батальйону 212-го гвардійського стрілецького полку 75-ї Бахмацької двічі Червонозоряної ордена Суворова гвардійської стрілецької дивізії.
Особливо відзначився при форсуванні ріки Дніпро та утриманні плацдарму на північ від Києва у вересні 1943 року. 23 вересня 1943 року у складі взводу молодшого лейтенанта Г. Г. Яржина форсував Дніпро в районі села Ясногородка Вишгородського району Київської області. Брав участь у захопленні пароплава «Миколаїв» і баржі з військово-інженерним вантажем. У бою за село Ясногородка знищив до 18 фашистів
Указом Президії Верховної Ради СРСР від 17 жовтня 1943 року за зразкове виконання бойових завдань командування на фронті боротьби з німецько-фашистськими загарбниками і проявлені при цьому мужність і героїзм червоноармійцю Мичку Івану Івановичу присвоєне звання Героя Радянського Союзу з врученням ордена Леніна і медалі «Золота Зірка».
Брав участь у звільненні правобережної України. Загинув у грудні 1943 року в бою за місто Коростень. Похований на полі бою.

## Нагороди
- медаль «Золота Зірка» (17 жовтня 1943)
- Орден Леніна

## Пам'ять
- В Новосибірську ім'я Героя увічнено на Алеї Героїв у Монумента Слави.
- В селі Вишневка Купинського району Новосибірської області встановлено бюст Героя.